# Stockton Challenger 2018
Der Stockton Challenger 2018 war ein Tennisturnier des ITF Women’s Circuit 2018 für Damen und ein Tennisturnier der ATP Challenger Tour 2018 für Herren in Stockton (Kalifornien). Die Turniere finden zeitgleich vom 1. bis 7. Oktober statt.